# Campionato mondiale maschile di hockey su pista La Coruña 1988
Il Campionato del Mondo 1988 è stata la 28ª edizione del campionato del mondo di hockey su pista; la manifestazione è stata disputata in Spagna a La Coruña dal 7 al 15 ottobre 1988.

La competizione fu organizzata dalla Fédération Internationale de Roller Sports.

Il torneo è stato vinto dalla nazionale italiana per la 3ª volta nella sua storia.

## Città ospitanti e impianti sportivi
| CITTÀ     | IMPIANTO | CAPIENZA |
| La Coruña | ?        | ?        |

## Svolgimento del torneo

### Risultati
| La Coruña ottobre 1988 | Angola | 2 – 7 | Argentina |  |

| La Coruña ottobre 1988 | Angola | 4 – 1 | Brasile |  |

| La Coruña ottobre 1988 | Angola | 4 – 1 | Germania Ovest |  |

| La Coruña ottobre 1988 | Angola | 1 – 5 | Italia |  |

| La Coruña ottobre 1988 | Angola | 2 – 3 | Mozambico |  |

| La Coruña ottobre 1988 | Angola | 3 – 3 | Paesi Bassi |  |

| La Coruña ottobre 1988 | Angola | 0 – 5 | Portogallo |  |

| La Coruña ottobre 1988 | Angola | 0 – 12 | Spagna |  |

| La Coruña ottobre 1988 | Angola | 1 – 7 | Stati Uniti |  |

| La Coruña ottobre 1988 | Argentina | 6 – 2 | Brasile |  |

| La Coruña ottobre 1988 | Argentina | 5 – 4 | Germania Ovest |  |

| La Coruña ottobre 1988 | Argentina | 0 – 1 | Italia |  |

| La Coruña ottobre 1988 | Argentina | 8 – 0 | Mozambico |  |

| La Coruña ottobre 1988 | Argentina | 7 – 3 | Paesi Bassi |  |

| La Coruña ottobre 1988 | Argentina | 0 – 2 | Portogallo |  |

| La Coruña ottobre 1988 | Argentina | 0 – 3 | Spagna |  |

| La Coruña ottobre 1988 | Argentina | 6 – 1 | Stati Uniti |  |

| La Coruña ottobre 1988 | Brasile | 1 – 2 | Germania Ovest |  |

| La Coruña ottobre 1988 | Brasile | 2 – 5 | Italia |  |

| La Coruña ottobre 1988 | Brasile | 5 – 2 | Mozambico |  |

| La Coruña ottobre 1988 | Brasile | 2 – 3 | Paesi Bassi |  |

| La Coruña ottobre 1988 | Brasile | 3 – 8 | Portogallo |  |

| La Coruña ottobre 1988 | Brasile | 1 – 4 | Spagna |  |

| La Coruña ottobre 1988 | Brasile | 4 – 1 | Stati Uniti |  |

| La Coruña ottobre 1988 | Germania Ovest | 1 – 7 | Italia |  |

| La Coruña ottobre 1988 | Germania Ovest | 7 – 0 | Mozambico |  |

| La Coruña ottobre 1988 | Germania Ovest | 2 – 5 | Paesi Bassi |  |

| La Coruña ottobre 1988 | Germania Ovest | 1 – 4 | Portogallo |  |

| La Coruña ottobre 1988 | Germania Ovest | 0 – 7 | Spagna |  |

| La Coruña ottobre 1988 | Germania Ovest | 4 – 7 | Stati Uniti |  |

| La Coruña ottobre 1988 | Italia | 7 – 1 | Mozambico |  |

| La Coruña ottobre 1988 | Italia | 6 – 0 | Paesi Bassi |  |

| La Coruña ottobre 1988 | Italia | 1 – 1 | Portogallo |  |

| La Coruña ottobre 1988 | Italia     | 2 – 1 | Spagna | \| Arbitro: \| Joao Faria \| |
| Arbitro:               | Joao Faria |       |        |                              |

| La Coruña ottobre 1988 | Italia | 5 – 2 | Stati Uniti |  |

| La Coruña ottobre 1988 | Mozambico | 3 – 6 | Paesi Bassi |  |

| La Coruña ottobre 1988 | Mozambico | 0 – 16 | Portogallo |  |

| La Coruña ottobre 1988 | Mozambico | 0 – 8 | Spagna |  |

| La Coruña ottobre 1988 | Mozambico | 1 – 4 | Stati Uniti |  |

| La Coruña ottobre 1988 | Paesi Bassi | 1 – 8 | Portogallo |  |

| La Coruña ottobre 1988 | Paesi Bassi | 1 – 8 | Spagna |  |

| La Coruña ottobre 1988 | Paesi Bassi | 3 – 2 | Stati Uniti |  |

| La Coruña ottobre 1988 | Portogallo | 1 – 2 | Spagna |  |

| La Coruña ottobre 1988 | Portogallo | 3 – 4 | Stati Uniti |  |

| La Coruña ottobre 1988 | Spagna | 4 – 2 | Stati Uniti |  |

### Classifica
|     | Squadra        | PT | G | V | N | P | GF | GS | Diff. | Note              |
| --- | -------------- | -- | - | - | - | - | -- | -- | ----- | ----------------- |
| 1.  | Italia         | 17 | 9 | 8 | 1 | 0 | 39 | 9  | +30   |                   |
| 2.  | Spagna         | 16 | 9 | 8 | 0 | 1 | 49 | 7  | +42   |                   |
| 3.  | Portogallo     | 15 | 9 | 7 | 1 | 1 | 49 | 11 | +38   |                   |
| 4.  | Argentina      | 12 | 9 | 6 | 0 | 3 | 39 | 18 | +21   |                   |
| 5.  | Stati Uniti    | 8  | 9 | 4 | 0 | 5 | 29 | 31 | -2    |                   |
| 6.  | Paesi Bassi    | 7  | 9 | 3 | 1 | 5 | 24 | 42 | -18   |                   |
| 7.  | Angola         | 5  | 9 | 2 | 1 | 6 | 17 | 43 | -26   |                   |
| 8.  | Germania Ovest | 4  | 9 | 2 | 0 | 7 | 22 | 40 | -18   |                   |
| 9.  | Brasile        | 4  | 9 | 2 | 0 | 7 | 21 | 35 | -14   | Campionato B 1990 |
| 10. | Mozambico      | 2  | 9 | 1 | 0 | 8 | 10 | 63 | -53   | Campionato B 1990 |

## Campioni
| Campione del Mondo 1988 |
| ----------------------- |
| Italia 3º titolo        |